# Martin Ruzé de Beaulieu
Martin Ruzé de Beaulieu (Tours, 1526 – Parigi, 6 novembre 1613) è stato un politico francese.

## Biografia
Figlio di Guillaume Ruzé, consigliere del parlamento, e di sua moglie Catherine Briconnet, Martin aveva un fratello, Guillaume (c. 1520 - 1587) che fu confessore e consigliere dei re Enrico II, Carlo IX ed Enrico III, e che venne poi nominato vescovo di Saint-Malo nel 1570, e successivamente di Angers il 29 agosto 1572.
Martin iniziò la sua carriera nell'entourage del re nel 1551, con Enrico II. Dal 1571 al 1588 fu sovrintendente generale delle munizioni e dei rifornimenti per l'esercito francese. Nel 1573-1574 fu segretario del re di Polonia e in quel ruolo, controfirmò sul sigillo reale le patenti emesse dal re. Nell'agosto del 1574 venne nominato segretario di stato francese.
Il 25 settembre 1576 divenne consigliere del re e suo segretario per le finanze, come pure della regina madre (Caterina de Medici). Nel 1578, dopo le dimissioni di Louis Valley, fu nominato alla Cancelleria.
Il 10 aprile 1589 divenne gran tesoriere dell'Ordine dello Spirito Santo rimpiazzando l'ex segretario di stato Nicolas de Neufville, signore di Villeroy, caduto in disgrazia, e mantenne tale incarico sino alla morte.
Il 15 aprile 1589 nominò, per conto di Enrico III, Philippe de Mornay nell'incarico di governatore di Saumur. La cerimonia ebbe luogo di fronte al porto: Florent Lessart, l'ex governatore, fedele a Enrico III, portò le chiavi della città ma per spregio dell'essere stato privato della carica, le gettò a terra. Queste vennero raccolte dal segretario del re che le presentò al nuovo governatore senza scomporsi.
Nel 1590, quando Enrico IV assediò senza successo Laon, fedele alla Lega cattolica sotto la guida del duca di Mayenne, il re aveva con sé Beaulieu, Louis Potier de Gesvres e Louis Revol.
Nel 1596, Martin comprò il feudo di Longjumeau. Non avendo avuto figli, lasciò le sue proprietà ad Antoine Coëffier de Ruzé, marchese di Effiat, suo nipote, che poi divenne sovrintendente delle finanze (1626) e maresciallo di Francia (1631).
Nel 1601, durante il regno di Enrico IV, Martin venne nominato gran maestro delle miniere mentre Pierre de Beringhen divenne controllore generale delle finanze. Maximilien de Béthune, duca di Sully ordinò ai due di costituire una commissione di studio per condurre nuovi scavi alla ricerca di risorse minerarie in Francia.
Il 3 marzo 1606, re Enrico IV decise di pensionare Beaulieu per la sua età avanzata, sostituendolo con Antoine de Loménie.
Il 26 agosto 1609 fece testamento in favore di suo nipote Antoine Coëffier de Ruzé d'Effiat a patto che questi assumesse anche il nome e le armi dei Ruzé. Morì il 6 novembre 1613.
La sua tomba, in marmo nero e con sopra la sua statua, si può vedere ancora oggi nella chiesa di Saint-Etienne de Chilly-Mazarin.